# TRASH-UP!!
TRASH-UP!!（トラッシュ・アップ）は、株式会社トラッシュ・アップから発行されている雑誌（雑誌コードがないので流通上は書籍扱い）。「アイドルも!映画も!コミックも!全部!!日本で唯一のトラッシュ・カルチャーマガジン!」と銘打っている。

## 概要
2008年創刊。発行元はVol.3まではTMVプロダクション、Vol.4からはトラッシュ・アップとなっている。かつては一部の書店やCDショップのみの販売であったが、2016年現在はJRC一手扱いで、全国の書店から取次経由で発注が可能である。
一応季刊となっているが、2016年には1冊しか刊行されておらず（Vol.23が2015年12月30日発売、Vol.24が2016年12月7日発売）、2017年以降は刊行されていない。
編集長はかつてホラー映画専門DVDレーベル「TRASH MOUNTAIN VIDEO」を主宰していた屑山屑男。
そのため、ホラー映画の話題やホラー漫画の連載が多く、トラッシュ・アップでは呪みちるの漫画を復刻している。
2013年1月発行のVOL.14（表紙：BiS）で女性アイドルを初めて取り上げ、2015年にはライブハウスでのイベントや音楽レーベルを立ち上げるまでになった。また、女性アイドル主演の映画制作にも関わっている。

## 神楽坂TRASH-UP!!
かつてXやGLAYも定期的にライブを行っていた神楽坂EXPLOSIONがTRASH-UP!!とコラボレーション、名称も「神楽坂TRASH-UP!! presented by EXPLOSION」（通称「神楽坂TRASH-UP!!」）に改名。2015年3月28日にこけら落としイベントを行った。
以来、TRASH-UP!!主催ライブを月に数回行ってきたが、定期的なものは2016年3月18日が最後となっている。それ以外のライブは引き続き行われていたが、2018年10月2日をもって閉店した。

## TRASH-UP!! RECORDS
2015年9月1日、主に女性アイドルのマネジメント・音楽レーベルとして発足を発表。同年9月30日には、第1弾作品としてシングル2タイトル（あヴぁんだんど「文鳥」と少女閣下のインターナショナル「乙女のような季節」）をリリースした。
なお、第一弾リリース直前の2015年9月16日には、TRASH-UP!!監修のアイドルコンピレーション・アルバム「ポップコーン!」（発売・ウルトラヴァイヴ）がリリースされている。
2016年、TRASH-UP!! RECORDSがプロデュースする初のアイドルグループ「SAKA-SAMA」が始動。
2017年より、アイドルによる創作展示を行う『アイドルと芸術』展を企画。
2019年には元THERE THERE THERESの朝倉みずほ・カイがAqbiRecから移籍。朝倉はソロユニット・ATOMIC MINISTRY、およびSAKA-SAMAのサポートメンバーとして活動。カイはソロで活動していたが、2020年9月活動終了。
2021年、TRASH-UP!! RECORDS第2のアイドルグループ・innesがデビュー。
2022年、おばけは転校生が「ダダダムズ」に改名、TRASH-UP!! RECORDS所属となる。
2023年、ラフェイスプロ・SecondFactoryとの合同ライブ企画『LLC（LOVE LIVE CLUB）』を月一回ペースで開催。ダダダムズ、SAKA-SAMAに所属するメンバーなどで構成される期間限定ユニット惑星通信社がデビュー。 
また、アナログ盤専門レーベル・なりすレコードとのコラボレーションにより「IDOL VINYL 45」シリーズをリリースしている。

### 所属アーティスト
- SAKA-SAMA
- ダダダムズ
- 惑星通信社

#### 過去の所属アーティスト
- 朝倉みずほ（元 THERE THERE THERES）
- カイ（元 THERE THERE THERES）
- innes
- オクヤマウイ（元 始発待ちアンダーグラウンド）

#### レーベル（音源リリース・サポート）
- あヴぁんだんど
- 少女閣下のインターナショナル
- 黒猫の憂鬱
- 電影と少年CQ
- 春日井アイドル
- えんがわ（カイ、宇佐蔵べに（あヴぁんだんど）、石川浩司（元たま））
- アシモフが手品師
- 丸山夏鈴
- おとといフライデー
- ヨネコ
- xoxo(Kiss&Hug) EXTREME
- Boris
- 足浮梨ナコ
- ニイマリコ（Loupx garoux）

他
テレジアが2016年1月27日に「雪華（ゆきか） / いつもふたりで」をリリースする予定であったが、リリースはされず2016年3月解散。

#### オムニバス参加アーティスト
「ポップコーン!」参加アーティスト
あヴぁんだんど、少女閣下のインターナショナル、KOTO、校庭カメラガール、Qam、amiina、Mika+Rika、細胞彼女、サミツミサ、夢幻レジーナ、Hauptharmonie、さっちゃん、NECRONOMIDOL
「メリー・クリスマス&ハッピー・ニューイヤー ソングブック」参加アーティスト
あヴぁんだんど、少女閣下のインターナショナル、3776、xoxo(Kiss&Hug)、ガーリニア、キッチンアイドルありす、ぼんやりアイドルくるみん、hipS Ship、テレジア、黒猫の憂鬱、かききまなみ、変人変態女子二人、とみにか共和国、UN☆LUCKY
「遅れてゴメンネ!」参加アーティスト
・・・・・・・・・、みんなのこどもちゃん、るなてん、スーパー転校生、ノーメイクス、アオハルsince2015、Summer Rocket、代代代、バーバ・ヤーガ、Sugary Hug（fromキスエク）、ブスiD、SAKA-SAMA

## 映画
- BELLRING少女ハートの6次元ギャラクシー（2014年、BELLRING少女ハート主演）プロデュース・配給[20]
- 女の子よ死体と踊れ（2015年、ゆるめるモ!主演）企画・制作[21]